# Marjorie Day
Marjorie Day, algumas vezes creditada Marjory Day, (17 de julho de 1889 - 1940) foi uma atriz de teatro e de cinema neozelandesa que foi radicada ao cinema e ao teatro inglês e ao cinema estadunidense da era do cinema mudo. Day atuou em diversas peças na Inglaterra, e em 11 filmes entre 1916 e 1941, um deles estadunidense, o seriado The Fighting Marine (1922).

## Biografia

### Teatro
Nasceu em Auckland, Nova Zelândia em 17 de julho de 1889, e foi para Londres, estudar teatro. Sua primeira atuação em Londres foi na peça A Little Unfairy Princess, em 1902, no Shaftesbury Theatre, mas sua primeira oportunidade foi com a companhia de Drury Lane, com a peça The Prodigal Son, em 1905, em Londres. Depois atuou na peça Cinderella e em seguida nas peças Castles in Spain (1906), The Bondsman (1906), The Judgement of Pharaoh, The Christian. Em 1907, fez sucesso em The Devil’s Disciple, de George Bernard Shaw, em que personificou Essie. Em seguida atuou nas peças The Woman of Kronstadt, The Marriages of Mayfair, The Whip, The Strong People e Mount Pleasant.
Atuou em 1913 na comédia Tantrums, uma versão de The Taming of the Shrew, quando fez a personagem Virgínia Halstead. Atuou em várias peças em Londres nos anos 1920, tais como The Right to Strike (1920) e The Ware Case (1924), no Royal Adelphi Theatre.

## Cinema
Na área cinematográfica, seu primeiro filme foi a comédia inglesa When Knights Were Bold, em 1916, pela London Film Productions. Depois de algumas produções inglesas como The Woman Who Was Nothing (1917), The Story of the Rosary (1920) e The Glorious Adventure (1922), atuou num único filme estadunidense, o seriado The Fighting Marine, em 1926, pela Pathé, ao lado de Gene Tunney e Walter Miller. dirigido por Spencer Gordon Bennet.
Só voltaria a atuar novamente no cinema em 1941, no filme inglês Facing the Music, seu único filme sonoro, num pequeno papel não creditado.

## Filmografia
- When Knights Were Bold (1916)
- The New Clown (1916, como Marjory Day)[9]
- The Cost of a Kiss (1917)
- The Woman Who Was Nothing (1917)
- Damaged Goods (1919)
- The Story of the Rosary (1920)
- The Glorious Adventure (1922)
- Sinister Street (1922)
- A Prince of Lovers (1922)[10]
- The Fighting Marine (1926)
- Facing the Music (1941)

## Peças
- A Little Unfairy Princess (Londres, 1902)[11]
- The Prodigal Son (1905)
- Castles in Spain (1906)
- The Bondsman (1906)[12]
- The Devil’s Disciple (Londres, 1907)[13] [14]
- The Harbour Watch (Londres, 1912)[15]
- Tantrums (Londres, 1912 - 1913)[16][17]
- The Right to Strike, 1920[18]
- Within the Law, 1920[18]
- Bluebeard’s Eighth Wife (Bristol, 1923)[19]
- The Ware Case (1924)[18]
- The Lullaby, 1925[18]
- By-Ways, 1926[18]
- Where the Rainbow Ends (1932)[20]